# 名古屋市立大高小学校
名古屋市立大高小学校（なごやしりつ おおだかしょうがっこう）は、愛知県名古屋市緑区大高台三丁目にある公立小学校。

## 概要
- 大高町（赤塚、石神、一色山、石ノ戸、一番割、斎山、杁前、榎峡、江明、追風、折戸、柿木峡の一部、懸田、粕森谷、門田、釜野、上瀬木川西の一部、上瀬木川東、川添、北大高畑、北白砂、北炭焼の一部、北南休の一部、北横峯、儀長、熊野山、越前、小村、紺屋町、神戸、三番割、三本木、蔵王殿、下西峡の一部、正光寺峡、城山、新町、神宮戸、定納山、砂畑、銭瓶谷、高見、田中、茶ノ木根、天楽山、常世島、寅新田、取手山、土廻間、中川、中ノ島、中古根、南休の一部、西姥神、西大高畑 、西門田、西正光寺、西千正坊、西正地、西向山、西森前、二番割 子ノ年、火上山、東姥神、東正光寺、東千正坊、東古根、東正地、東森前、平地の一部、平野池末、深谷、洞之腰、本銭瓶、本町、丸ノ内、己新田、南大高畑、南白砂、南炭焼の一部、南銭瓶、向山、元屋敷、横峯）、大高台一丁目、大高台二丁目、大高台三丁目、定納山一丁目、定納山二丁目などが通学区域であり、公立中学校の進学先は名古屋市立大高中学校である[1][2]。
- 旧・知多郡大高町の小学校であった。

## 沿革
- 1873年（明治6年）
  - 11月12日 - 大高村に第16番小学明道舎が開校する。
  - （時期不明） - 込高新田に清風学校が開校する。清風学校は後に込高学校に改称する。
- 1876年（明治9年） - 公立大高学校に改称する。
- 1878年（明治11年） - 大高村と込高新田が合併し、大高村となる
- 1886年（明治19年） - 大高学校が込高学校を統合する。同時に尋常小学大高学校に改称する。
- 1892年（明治25年） - この頃、大高尋常小学校に改称する。
- 1894年（明治27年）9月8日 - 大高村が町制施行し、大高町となる。
- 1901年（明治34年） - 高等科を設置し、大高尋常高等小学校に改称する。
- 1903年（明治36年） - 大高町字町屋川（現在の名古屋市立大高北小学校付近）に校舎を新築し、移転する。
- 1926年（大正15年） - 青年訓練所を併設する。
- 1936年（昭和11年） - 青年学校を併設する。
- 1941年（昭和16年） - 大高国民学校に改称する。現在地に校舎を新築し、移転する。
- 1947年（昭和22年）4月 - 大高町立大高小学校に改称する。
- 1964年（昭和39年）12月1日 - 大高町が名古屋市に編入される。同時に名古屋市立大高小学校に改称する。
- 1971年（昭和46年） - 新校舎（鉄筋コンクリート造）が完成する。
- 1974年（昭和49年） - 校舎を増築する。
- 1975年（昭和50年） - 校舎を増築する。
- 1979年（昭和54年） - 校舎を増築する。
- 1981年（昭和56年）4月 - 名古屋市立大高北小学校を分離する。
- 1982年（昭和57年） - 校舎を増築する。
- 1986年（昭和61年）4月 - 名古屋市立大高南小学校を分離する。

## 交通アクセス
- 東海旅客鉄道東海道本線大高駅下車、徒歩約15分。

## 周辺施設
- 名古屋市立大高中学校
- 名古屋市立大高北小学校
- 名古屋市立大高南小学校
- 大高保育園
- 大高城址公園